# Niels Gormsen
Niels Gormsen (* 9. August 1927 in Rottweil; † 10. Juli 2018 in Borna) war ein deutscher Architekt und Politiker. Er war von 1973 bis 1988 beigeordneter Bürgermeister des Baudezernats in Mannheim, von 1990 bis 1995 Stadtbaurat und Beigeordneter des Dezernats für Stadtentwicklung in Leipzig.

## Leben
Gormsen besuchte in Königsfeld im Schwarzwald das Gymnasium. Im Zweiten Weltkrieg war er nur kurze Zeit Soldat und dann vier Jahre in französischer Kriegsgefangenschaft. Von 1951 bis 1958 studierte Gormsen Architektur an der TH Stuttgart und wurde Assistent am Lehrstuhl für Städtebau. Von 1962 bis 1972 war er Leiter des Stadtplanungsamts von Bietigheim. Zu dieser Zeit war der spätere baden-württembergische Ministerpräsident Lothar Späth Bürgermeister von Bietigheim.
1973 wurde Gormsen Bürgermeister in Mannheim, zuständig für das Baudezernat. Nach acht Jahren wurde er bis 1988 wiedergewählt. Zu einer dritten Amtszeit kam es jedoch nicht, weil die Mannheimer SPD einem ihrer Mitglieder den Vorzug gab, gegenüber dem parteilosen Gormsen. Er wurde dann für die Mannheimer Liste in den Gemeinderat Mannheims gewählt, wo er jedoch nur kurz aktiv war, denn nach der Wende wurde Gormsen in Leipzig zum Stadtbaurat und Beigeordneten (Dezernent für Stadtentwicklung) gewählt.
Er übte dieses Amt von 1990 bis 1995 aus. In dieser Zeit wurden unter anderem der Umbau des Hauptbahnhofs, das neue Messegelände und das Einkaufszentrum Paunsdorf Center am östlichen Stadtrand initiiert. Für die beiden letztgenannten Projekte wurden jeweils auch Straßenbahnlinien verlängert. Gormsen organisierte Fördermittel für die Renovierung vernachlässigter Gründerzeitviertel wie das Waldstraßenviertel. Er arbeitete mit dem Bauunternehmer Jürgen Schneider zusammen, der mehrere wertvolle Baudenkmäler in der Leipziger Innenstadt (z. B. Mädlerpassage und Barthels Hof) aufwändig sanieren ließ, sich später jedoch als Betrüger erwies. Zudem engagierte sich Gormsen im Rahmen der Initiativen „Pleiße ans Licht“ und „Neue Ufer“ für die Freilegung der Pleiße und des Elstermühlgrabens, die zu DDR-Zeiten auf weiten Strecken kanalisiert worden waren.
Nach seiner Pensionierung war er von 1996 bis 1999 Südraumbeauftragter der Stadt Leipzig und damit maßgeblich für die Rekultivierung der ehemaligen Braunkohletagebaue zuständig, die in dieser Zeit in eine Seenlandschaft („Neuseenland“) umgestaltet wurden. Gormsen begleitete als Pensionär die weitere Stadtentwicklung Leipzigs kritisch. So protestierte er gegen den Abriss der Kleinen Funkenburg 2005 (in dem Zusammenhang verglich er seinen Nachfolger Engelbert Lütke Daldrup mit Walter Ulbricht, der die Sprengung der Paulinerkirche angeordnet hatte) und setzte sich – erfolglos – für den Bau eines Freiheits- und Einheitsdenkmals ein.
Im Januar 2017 heiratete Gormsen seine langjährige Weggefährtin Hella Müller. Er starb am 10. Juli 2018 im Alter von 90 Jahren im Krankenhaus der Stadt Borna.

## Buchveröffentlichungen (Auswahl)
- Ein Blick nach oben – die Türmchen von Leipzig, Fotos: Armin Kühne, Leipzig 2012
- Leipzig im Wandel – Zur Entwicklung des Stadtbildes von 1990 bis heute, Fotos: Armin Kühne. 7., aktualisierte Auflage, Leipzig 2007, ISBN 978-3-361-00624-9
- Leipzig – Den Wandel zeigen – Zur Entwicklung des Stadtbildes von 1990 bis 2000. Fotos: Armin Kühne. Leipzig 2000, ISBN 978-3-361-00509-9

## Ehrungen
- Bundesverdienstkreuz am Bande (7. November 1994)[4]
- Sächsischer Verdienstorden[5]